# Château de Vaudreuil

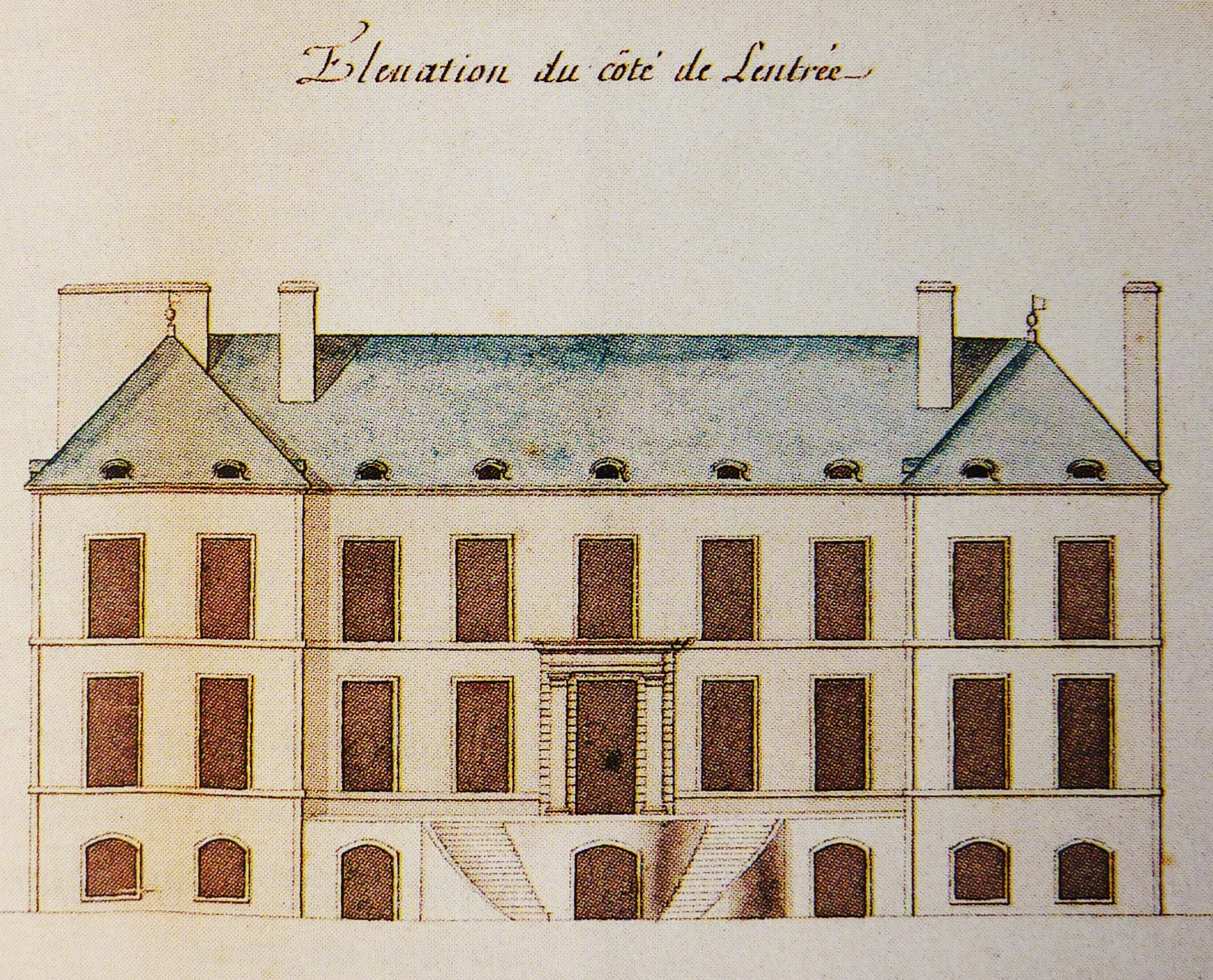
Élévation de l'hôtel de Vaudreuil, 1727
Dessin attribué à Gaspard-Joseph Chaussegros de Léry

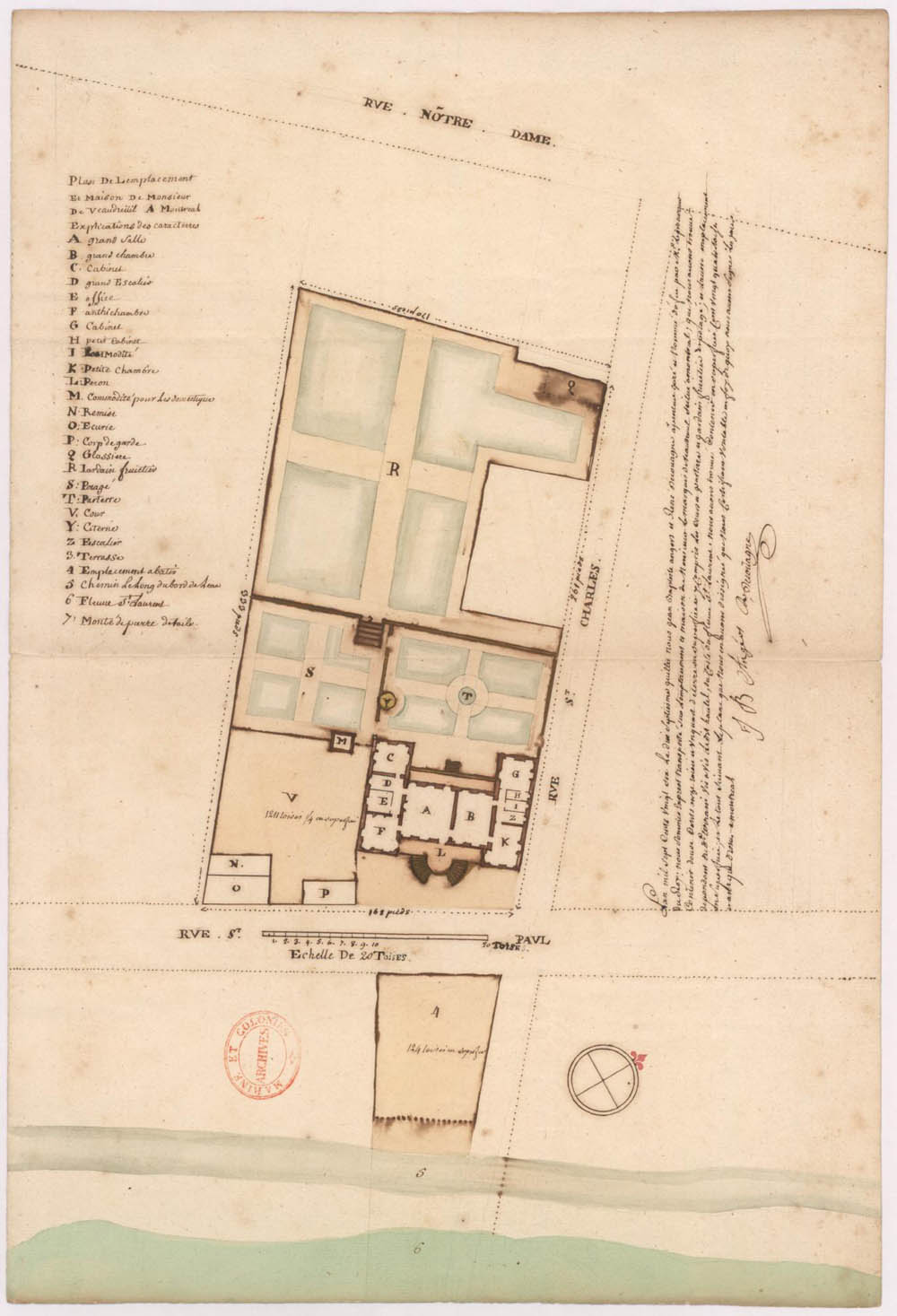
Plan de l'hôtel, dressé par Jean-Baptiste Angers et René Decouagne, arpenteurs jurés, le 17 juillet 1726.

Le château de Vaudreuil était la résidence du Gouverneur-général de la Nouvelle-France Philippe de Rigaud de Vaudreuil à Montréal. Détruit en partie par un incendie le 6 juin 1803, il est démoli par les autorités montréalaises en 1807 et remplacé par la place du marché Neuf puis la place Jacques-Cartier.

## Histoire
Philippe de Rigaud de Vaudreuil (1643-1725), gouverneur de Montréal (1698-1703), puis de la Nouvelle-France (1703-1725), avait choisi Montréal comme résidence principale. Il avait acquis en 1689 une maison construite en 1676 par Daniel Greysolon Dulhut comportant un corps de logis de deux étages. Après 1723, il fait ajouter deux ailes à ce corps de logis ; ce qui lui donne le style d'un hôtel particulier français.
La façade donne sur la rue Saint-Paul. Deux escaliers semi-circulaires donnent accès à une terrasse surélevée et à une entrée. Le terrain de l'autre côté de la rue est laissé sans bâtiment.
Une exposition sur la Nouvelle-France la décrit ainsi : « Une concession royale lui garantit ainsi qu'à sa descendance la jouissance d'un vaste terrain situé en plein cœur de la cité, face au fleuve Saint-Laurent. Il s'y fait construire un hôtel qui sacrifie aux canons architecturaux de la métropole : de part et d'autre d'un corps central dévolu à la vie sociale du propriétaire saillent deux ailes symétriques réservées à sa vie intime et domestique. L'hôtel bénéficie des dernières commodités (cabinet de toilettes, latrines pour le maître comme pour les serviteurs, glacière) et de l'agrément de trois jardins, qui mêlent l'utile (verger et potager) au plaisir pur (parterres à la française). »
En 1759, un incendie éclate.
En 1767, le château de Vaudreuil est acheté par Michel Chartier de Lotbinière.
En 1773, il est acquis par le Collège de Montréal (alors appelé collège Saint-Raphaël).
Il est la proie des flammes le 6 juin 1803.
En 1807, les autorités montréalaises décident d'aménager un nouveau marché à l'emplacement du château en remplacement du vieux marché de la place Royale. La place du marché Neuf prendra le nom de place Jacques-Cartier après l'ouverture du marché Bonsecours en 1847.
Des recherches archéologiques effectuées sous la place Jacques-Cartier ont révélé les vestiges du château. Un marquage sur le sol de la place Jacques-Cartier permet aujourd'hui de voir l'empreinte du château.